# Jorf (Maroc)
Pour les articles homonymes, voir Jorf.
Jorf (en arabe : جرف) est une ville du Maroc. Elle est située dans la région de Drâa-Tafilalet.

## Sources
- données geographiquespar Eljorf